# Algood
Algood est une municipalité américaine située dans le comté de Putnam au Tennessee. Selon le recensement de 2010, sa population est de 3 495 habitants. 
Algood se trouve au nord-est de Cookeville, dont elle fait partie de l'agglomération. La municipalité s'étend sur 4,03 milles carrés (10,44 km2).
Le bureau de poste d'Algood est ouvert le 17 octobre 1892. La localité est incorporée pour la première fois en 1901,. Elle doit probablement son nom à Joel Algood, qui y possédait des terres.